# Liste der Monuments historiques in Droupt-Saint-Basle
Die Liste der Monuments historiques in Droupt-Saint-Basle führt die Monuments historiques in der französischen Gemeinde Droupt-Saint-Basle auf.

## Liste der Immobilien
| Bezeichnung                   | Beschreibung                                                                                | Standort                   | Kennzeichnung | Schutzstatus | Datum          | Bild           |
| ----------------------------- | ------------------------------------------------------------------------------------------- | -------------------------- | ------------- | ------------ | -------------- | -------------- |
| Kirche St-Léonard-et-St-Basle | ab dem 12. Jahrhundert                                                                      | Rue de l’Église (Lage)     | PA00078102    | Inscrit      | 1986           | weitere Bilder |
| Château de Droupt-Saint-Basle | 1587 erbaut, mehrfach umgebaut; mit den Wirtschaftsgebäuden und Teilen der Innenausstattung | Rue du Jeu de Paume (Lage) | PA00078101    | Inscrit      | 1987 1993 2011 |                |

## Liste der Objekte
| Bezeichnung                                                                     | Beschreibung                                             | Standort                                    | Kennzeichnung | Schutzstatus | Datum | Bild |
| ------------------------------------------------------------------------------- | -------------------------------------------------------- | ------------------------------------------- | ------------- | ------------ | ----- | ---- |
| Zwei Skulpturen: Heiliger Basolus von Verzy und heiliger Leonhard von Vendeuvre | Kalkstein, farbig gefasst und vergoldet, 15. Jahrhundert | in der Kirche St-Léonard-et-St-Basle (Lage) | PM10000735    | Classé       | 1911  |      |
| Skulptur Unterweisung Mariens                                                   | Kalkstein, farbig gefasst, übertüncht, 16. Jahrhundert   | in der Kirche St-Léonard-et-St-Basle (Lage) | PM10000734    | Classé       | 1908  |      |
| Skulptur Heiliger Kassian                                                       | Kalkstein, farbig gefasst und vergoldet, 16. Jahrhundert | in der Kirche St-Léonard-et-St-Basle (Lage) | PM10000736    | Classé       | 1911  |      |